# 安肃军
安肃军，北宋时设置的军。
景德元年（1004年）改静戎军置，治所在安肃县（今河北省保定市徐水区）。属河北西路。辖境相当今徐水县东部。其地曾置有榷场，与辽朝进行贸易。金朝天会时改置为徐州。